# Idaea unipuncta
Idaea unipuncta là một loài bướm đêm trong họ Geometridae.